# Ніцович Володимир Михайлович
Володимир Михайлович Ніцович (8 лютого 1931, м. Снятин, Станиславівське воєводство (нині — Івано-Франківська обл.) — 9 серпня 1986, м. Чернівці) — український вчений-фізик, доктор фізико-математичних наук, професор Чернівецького державного університету, педагог, громадський діяч.

## Життєпис
Володимир Ніцович народився в м. Снятин, що тоді входило до складу Польщі. У вересні 1939 року розпочав навчання в середній школі в рідному місті.
У 1949 році вступив на фізичне відділення фізико-математичного факультету Чернівецького державного університету. Ще під час навчання на п'ятому курсі підробляє лаборантом кафедри експериментальної фізики.
Після закінчення університету у 1954 році вступив до аспірантури при кафедрі фізики напівпровідників, до відомого фахівця в галузі теорії напівпровідників проф. А. Г. Самойловича. Після завершення навчання в аспірантурі у 1957 працював асистентом кафедри теоретичної фізики, а з вересня 1959 на посаді старшого викладача цієї ж кафедри.
У 1959 році присвоєно вчене звання доцента.
З 1960 до 1964 року В. Ніцович — заступник декана, з травня 1961 — обраний на посаду в.о. доцента кафедри теоретичної фізики, а протягом 1965–67 рр. — декан фізико-математичного ф-ту ЧДУ. У 1967 р. В. Ніцовича обирають завідувачем кафедри теоретичної фізики, 26 січня 1980 року його повторно обирають завідувачем цієї ж кафедри, якою він керує майже протягом 20 років.

## Наукова та викладацька діяльність
В. Ніцович був чудовим лектором і педагогом, викладав цілий ряд провідних теоретичних і спеціальних курсів для фізиків факультету: «Електродинаміка», «Квантова механіка», «Квантова теорія напівпровідників», «Кінетична теорія напівпровідників», «Теорія екситонів», «Основи діаграмної техніки». В 60-х роках ним розроблялася теоретична модель напівпровідників з вузькою домішковою енергетичною зоною, яка пізніше в іноземній науковій літературі отримала назву «модель Хаббарда». Кандидатську дисертацію на тему «Деякі питання теорії напівпровідників з вузькою домішковою зоною» захистив 27 грудня 1958 р., на підставі чого йому 16 травня 1959 року ВАК СРСР надано науковий ступінь кандидата фіз-мат наук. Вчене звання доцента кафедри теоретичної фізики В. Ніцовичу присвоєно 01 травня 1963 року.
Одним з основних напрямків наукової діяльності В. Ніцовича після захисту кандидатської дисертації було врахування кореляції між електронами у вузьких домішкових енергетичних зонах провідності, що дозволило пояснити температурні та концентраційні залежності кінетичних характеристик таких систем, суттєвий вплив цієї кореляції на магнітні характеристики електронного газу, а також можливість фазових переходів другого роду в електронній системі до діелектричного стану. В його роботах показано, що величина термоелектричних і термомагнітних ефектів в напівпровідниках залежить від анізотропії ефективних мас та від часів релаксації електронів і фононів. Показано, що при фазовому переході екситонний діелектрик — напівметал ентропія є неперервною функцією температури, а теплоємність має скачок. Досліджено також ефекти, зв'язані із домішковим розсіюванням носіїв.
В Інституті теоретичної фізики АН УРСР 22 червня 1978 року успішно захистив докторську дисертацію на тему: «Дослідження взаємодіючих частинок в кристалах», за спеціальністю 01.04.02 — теоретична і математична фізика, на підставі чого рішенням ВАК СРСР 29 червня 1979 йому надано науковий ступінь доктора фізико-математичних наук, а 18 вересня 1981 року В. Ніцовичу присвоєне вчене звання професора.
Він автор і співавтор понад 200 наукових праць. Підготував 37 кандидатів наук, з яких 7 стали докторами, професорами. Серед його учнів — державні діячі, ректори університету, проректори, декани, завідувачі кафедр, професори, доценти, провідні спеціалісти науково-дослідних інститутів НАН України, талановиті педагоги. Багато учнів В. Ніцовича працюють у Чернівецькому національному університеті ім. Ю. Федьковича, вузах і наукових установах Києва, Львова, Івано-Франківська, Тернополя та інших міст України і світу. Ним на кафедрі теоретичної фізики фізичного факультету ЧНУ створено теоретичну школу основними науковими напрямками якої є: теорія екситонів, теорія кінетичних явищ, опис фізичних характеристик твердих тіл, зокрема напівпровідників в теоретичній моделі Хаббарда.

## Громадська діяльність
Брав активну участь у громадському житті як член виборчих комісій, тривалий час був головою фізико-математичної секції товариства «Знання», обирався депутатом міської ради м. Чернівці IX, Х, XI скликань.

## Родина
Батько — Михайло Іванович Ніцович — ремісник, мати Анна Онуфріївна — домогосподарка. Дружина — Ніцович (Кононова) Марія Василівна (1932—1995, м. Чернівці) — канд. фіз.-мат. наук, доцент кафедри теор. фізики ЧДУ. Діти: син Василь (1958—2022), дочка Оксана (1962—2002).

## Вшанування пам'яті
8 лютого 2006 року на фасаді будинку на вулиці Гете, 6 у м. Чернівці видатному науковцеві, доктору фізико-математичних наук, професорові, багаторічному завідувачу кафедри теоретичної фізики ЧНУ ім. Ю. Федьковича Володимирові Ніцовичу встановили меморіальну дошку.